# Do-Ho Suh

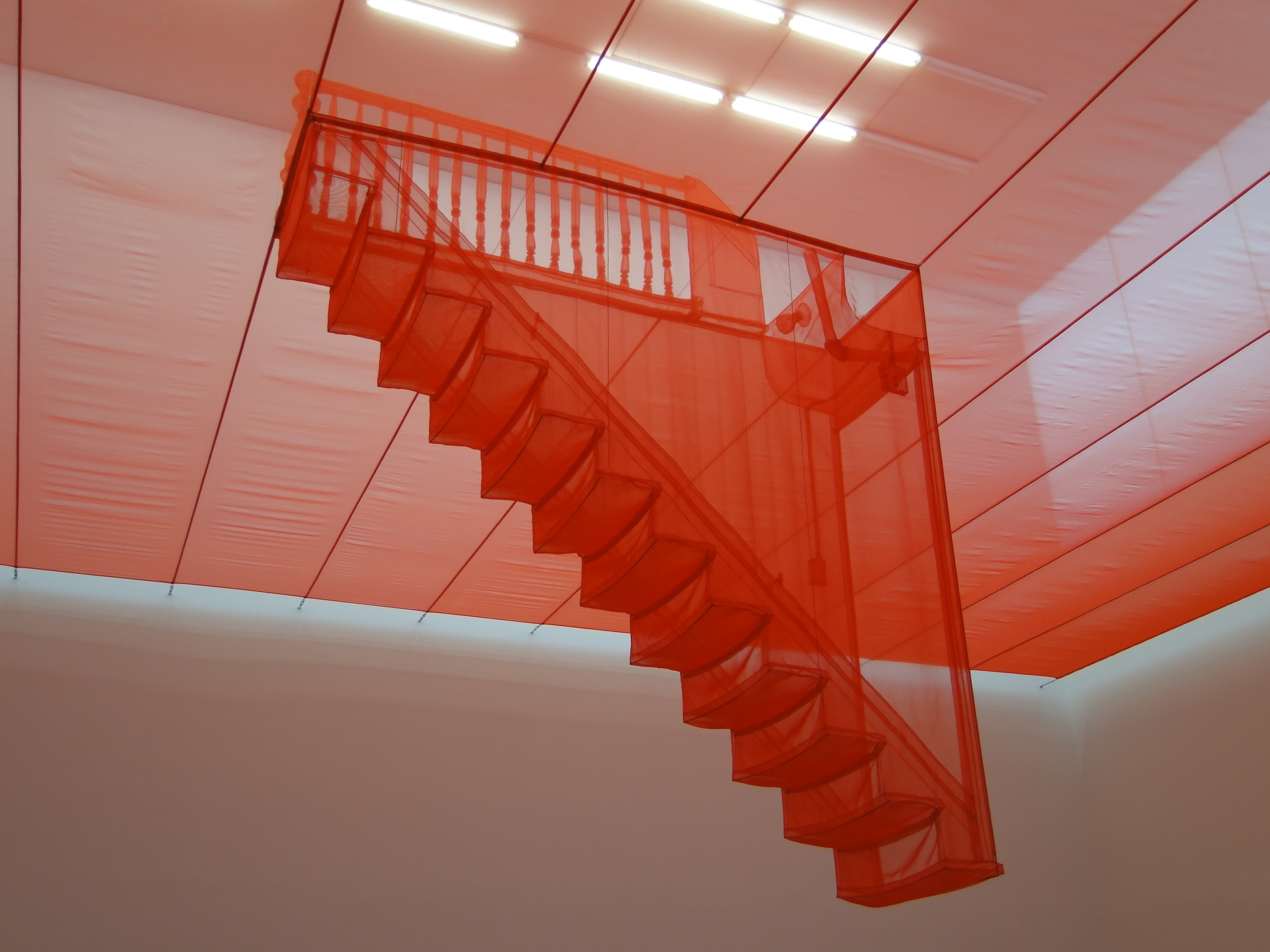
Escalera-III en el Tate Modern

Do-ho Suh (서도호) es un artista de instalación y escultor coreano.

## Inicios
Nació en Seúl, Corea en 1962. Después de obtener su licenciatura en Bellas Artes y Máster en Bellas Artes en Pintura Oriental de la Universidad Nacional de Seúl, y el cumplimiento de su período de servicio obligatorio en las fuerzas armadas de Corea del Sur, Suh se trasladó a los Estados Unidos para continuar sus estudios en la Escuela de Diseño de Rhode Island y la Universidad de Yale. Do Ho Suh lleva una vida itinerante, saltando de su domicilio familiar en Seúl (donde su padre es una gran influencia en la pintura tradicional coreana) a su vida de trabajo en Nueva York. La migración, tanto espacial y psicológica, ha sido uno de los temas de Suh, que se manifiesta a través de la narrativa biográfica y la arquitectura emocional modulada. Conocido por sus intrincadas esculturas que desafían las nociones convencionales de la escala y la especificidad del sitio-, el trabajo de Suh llama la atención sobre las formas que los espectadores ocupan y habitan en el espacio público. Interesado en la maleabilidad del espacio tanto en sus manifestaciones físicas y metafóricas, Do Ho Suh construye instalaciones específicas de sitios que cuestionan los límites de la identidad. Su trabajo explora la relación entre la individualidad, colectividad, y el anonimato.

## Exposiciones
Ha realizado exposiciones individuales en el Storefront de Arte y Arquitectura (2010), la Serpentine Gallery de Londres (2002), Seattle Art Museum, el Museo Whitney de Arte Americano en Philip Morris, y el Centro de Artsonje en Corea. También ha participado en exposiciones colectivas en el Museo de Arte de Baltimore, el Museo de Arte Moderno de Nueva York, y en el Museo de Bellas Artes de Houston, entre otros. Suh ha participado en numerosas bienales como la 49 ª Bienal de Venecia en 2001. En 2010 se muestra en la Bienal de Liverpool, la Bienal de Venecia de Arquitectura, y Media City Seoul Bienal. La obra del artista está representada en una serie de colecciones de los museos más importantes, incluyendo el Museo de Arte Moderno, el Museo Whitney de Arte Americano, el Museo Guggenheim y el Museo de Arte Contemporáneo de Los Ángeles. Do Ho Suh vive y trabaja en Nueva York y Seúl, Corea.